# Soehrensia fabrisii
Soehrensia fabrisii ist eine Pflanzenart aus der Gattung Soehrensia in der Familie der Kakteengewächse (Cactaceae). Das Artepitheton fabrisii ehrt den argentinischen Botaniker Humberto Antonio Fabris (1924–1976).

## Beschreibung
Soehrensia fabrisii wächst strauchig mit drei bis zehn Zweigen, die nur von der Basis aus verzweigen. Die aufrechten Zweige sind unterschiedlich lang. Die längsten von ihnen sind gelegentlich niederliegend. Die kugelförmigen bis kurz zylindrisch Triebe weisen Durchmesser von 20 Zentimeter auf und sind bis zu 100 Zentimeter lang. Der gerundete Triebscheitel ist manchmal leicht schief. Es sind etwa 22 Rippen vorhanden, die leicht gehöckert sind. Die auf ihnen befindlichen weißlichen Areolen stehen 1,5 bis 2 Zentimeter voneinander entfernt. Die aus ihnen entspringenden etwa zehn, starren, pfriemlichen Dornen sind bräunlich rot. Sie lassen sich nicht in Mittel- und Randdornen unterscheiden. Die Dornen weisen eine Länge von 1 bis 6 Zentimetern auf.
Die breit glockenförmigen, weißen Blüten sind bis zu 17 Zentimeter lang. Sie erscheinen nahe der Triebspitzen.

## Verbreitung und Systematik
Soehrensia fabrisii ist in der argentinischen Provinz Jujuy in den Anden in Höhenlagen von 2000 bis 3500 Metern verbreitet.
Die Erstbeschreibung als Trichocereus fabrisii durch Roberto Kiesling wurde 1976 veröffentlicht. Boris O. Schlumpberger stellte die Art 2012 in die Gattung Soehrensia. Ein weiteres nomenklatorisches Synonym ist Echinopsis fabrisii (R.Kiesling) G.D.Rowley (1979).

## Nachweise